# Pontevedra (stad)
Pontevedra is een stad en gemeente in de gelijknamige Spaanse provincie Pontevedra in de regio Galicië met een oppervlakte van 118 km². In 2020 telde Pontevedra 83.260 inwoners. Het is tevens de hoofdstad van de comarca Pontevedra.

## Geografie

### Ligging
De gemeente grenst in het noorden met de gemeenten Barro en Moraña, in het noordwesten met Campo Lameiro,in het oosten met de gemeente Cotobade in het zuidoosten met Ponte Caldelas, in het zuiden met Soutomaior, in het zuidwesten met de gemeenten Vilaboa en Marín, in het westen met de Atlantische Oceaan, de Ría de Pontevedra en de gemeente Poio, in het noordwesten met de gemeente Meis (Pontevedra). In het zuiden heeft de stad een kleine toegang tot de Ría de Vigo, in de punt van O Castelo, waar een klein eiland ligt (Illa do Castelo) dat toebehoort aan de gemeente Pontevedra.

## Klimaat
Het klimaat is een gematigd zeeklimaat. De gemiddelde temperatuur is 15 °C, met een schommeling van 10 °C (10 °C is de gemiddelde temperatuur in januari, 20 °C is de gemiddelde temperatuur in juli). Over het algemeen is het zeer regenachtig met een neerslag van 1700–1900 mm per jaar, en een gemiddelde van 102 regendagen.

## Geschiedenis

### Griekse legende
Er bestaat een legende volgens welke de stad rond 1200 v.Chr. werd gesticht door Teukros, een van de helden uit de Trojaanse Oorlog. Volgens dit verhaal zou Teukros in Pontevedra terecht zijn gekomen nadat hij door zijn vader Telamon was weggestuurd. Teukros zou hier een vesting hebben gebouwd met de naam Helenes, en daarna zou hij getrouwd zijn met Helena, de dochter van koning Putrecht die op dat moment het Griekse leger naar Athene toe leidde.

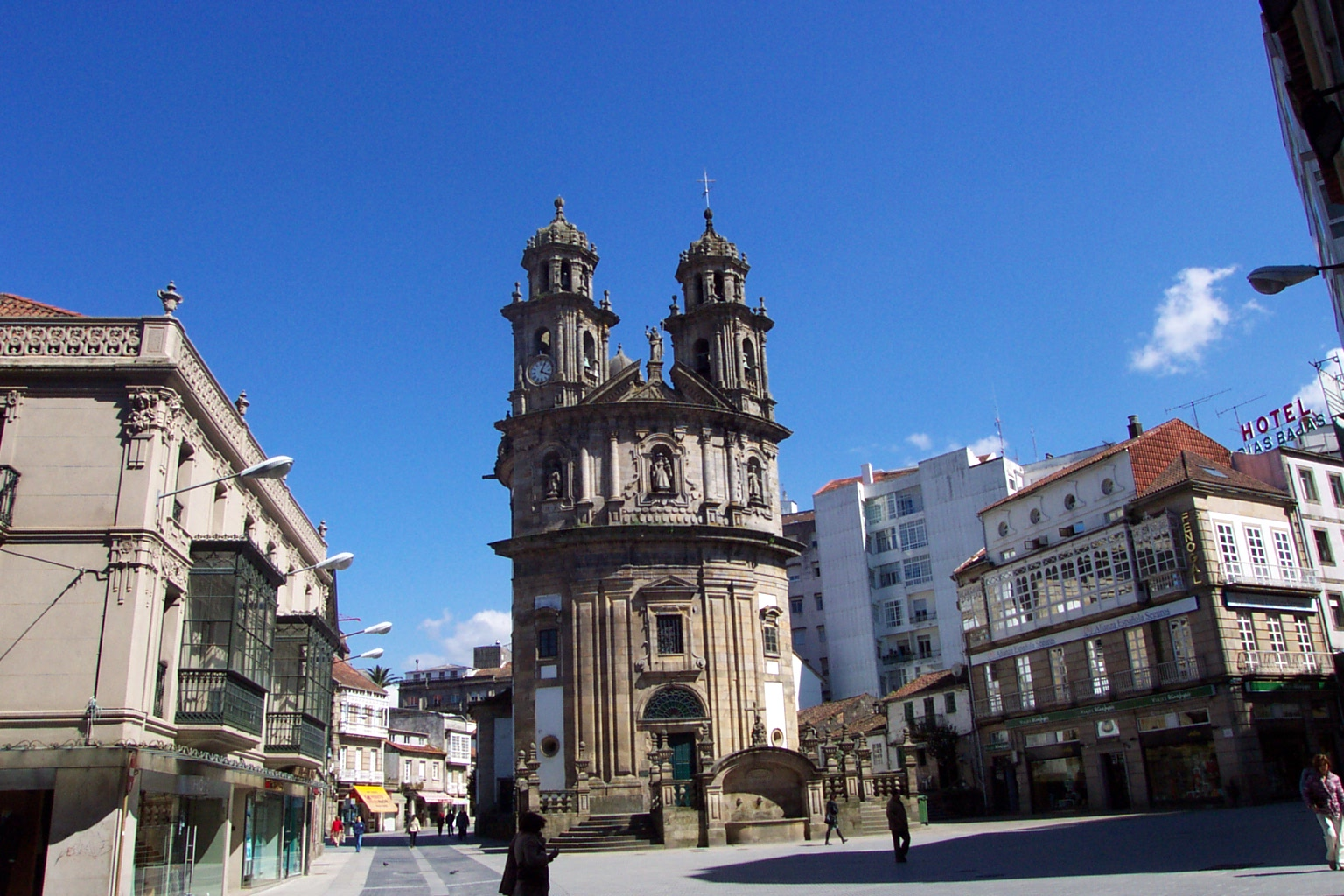
Iglesia de la Peregrina

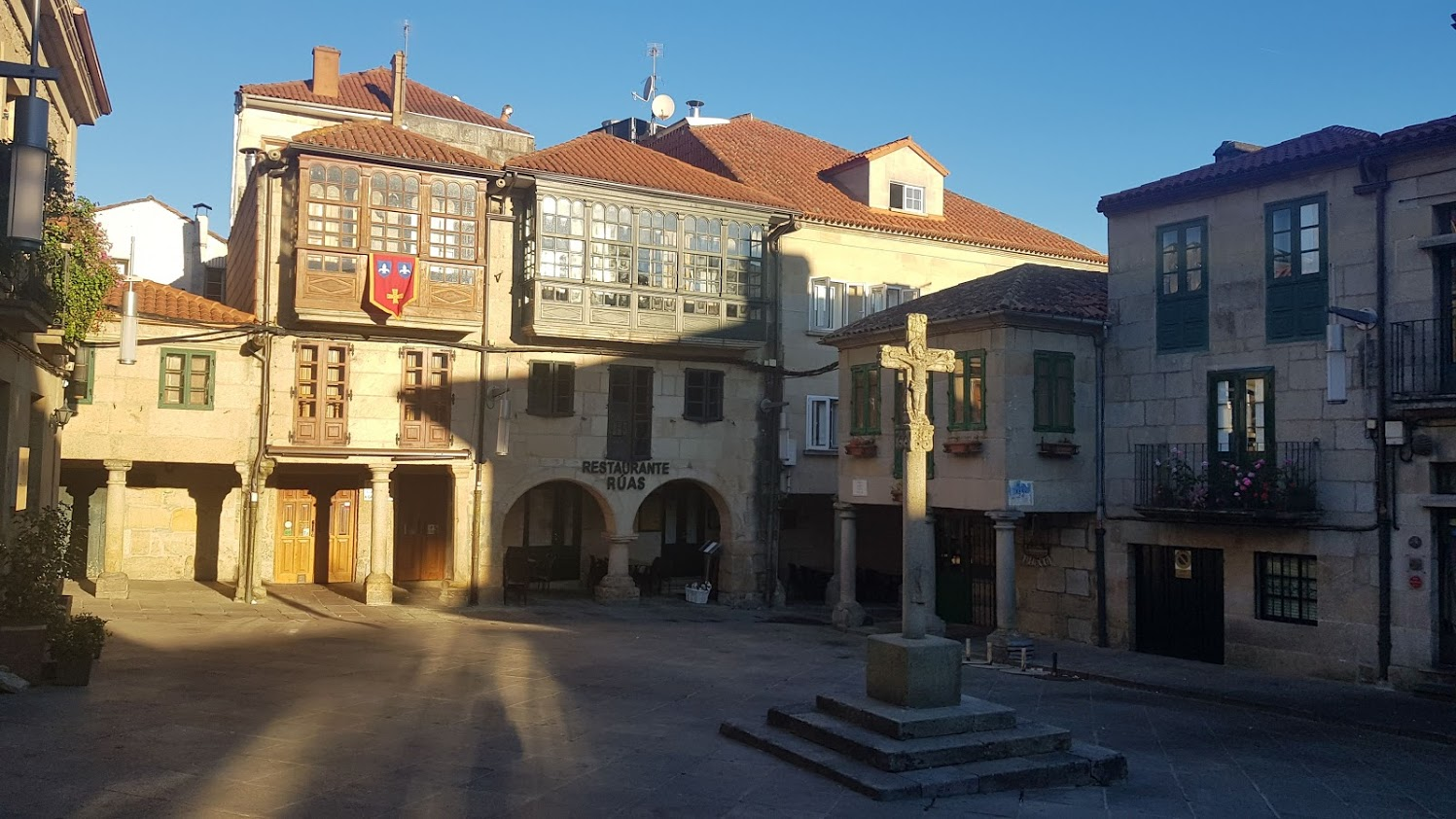
Plaza de la Leña

### Romeinse tijd en Middeleeuwen
Archeologisch onderzoek heeft geen bewoning voor de bezetting van Galicië door de Romeinen kunnen aantonen. In een eerdere fase waren geschiedschrijvers van mening dat de stad was gebouwd op een eerdere nederzetting Ad Duas Pontes (de twee bruggen) geheten. Maar later historisch onderzoek heeft aangetoond dat de nederzetting Turocqua, gelegen aan de via Romana XIX in de monding van de rivier de Lérez, de eerste woonplaats van de Romeinen was. De naam Pontevedra is afkomstig uit het Latijn en betekent oude brug.
Ferdinand II van León (1137-1188) gaf de stad speciale handelsrechten waardoor Pontevedra een economische vooruitgang meemaakte. Er werden bruggen en wegen gebouwd. De volgende driehonderd jaar bleef de stad groeien. Hendrik IV van Castilië verleende de stad het recht tot het houden van een markt die 30 dagen mocht duren. Deze werd gehouden op een plein, de Plaza de la Herrería. De stad groeide door tot aan het einde van de 16e eeuw en werd een van de belangrijkste steden van Galicië. Het mooiste plein in de stad heet Plaza de la Leña.

### Vanaf de 16e tot de 20e eeuw
Na de 16e eeuw nam de betekenis van Pontevedra af. De stad had last van de voortdurende oorlogvoering met Nederland, Engeland en Portugal. De economische crisis ging tevens gepaard met epidemieën waaronder de pest. Gedurende de 17e en de 18e eeuw werd de bevolking van de stad gehalveerd, deels door emigratie, deels door een hoog sterftecijfer.
Aan het begin van de 19e eeuw was Pontevedra een onbeduidende provinciestadje geworden. In 1833 werd Galicië in vier provincies verdeeld en werd Pontevedra de hoofdstad van de gelijknamige provincie. Als administratief centrum beleefde de stad weer een bescheiden groei.

### Vanaf de 20e eeuw
Rond de overgang van de 19e naar de 20e eeuw werd Pontevedra een cultureel centrum en basis van een nationalistische beweging, het Galeguismo, met als hoofdrolspelers onder andere Alfonso Daniel Rodríguez Castelao, en Alexandre Bóveda. Deze richtten in 1931 de Partido Galeguista op. De nationalistische beweging wordt tijdens de dictatuur van Spanje volledig onderdrukt. Door het centralisme van Francisco Franco wordt ook Pontevedra minder belangrijk. Gedurende de jaren '60 leeft de stad op door de vestiging van industrie. Sinds 1999 beleeft de stad een opleving. Historische monumenten zijn hersteld. De stad werd heringericht en aantrekkelijker voor toeristen. Daarnaast opende de universiteit van Vigo dependances van faculteiten.

## Demografische ontwikkeling
Bron: INE; 1857-2011: volkstellingen
Opm: Aanhechting van Berducido (1857), Alba, Mourente, Salceda (1877), Geve (1950) en Puente Sampayo (1960)

## Economie

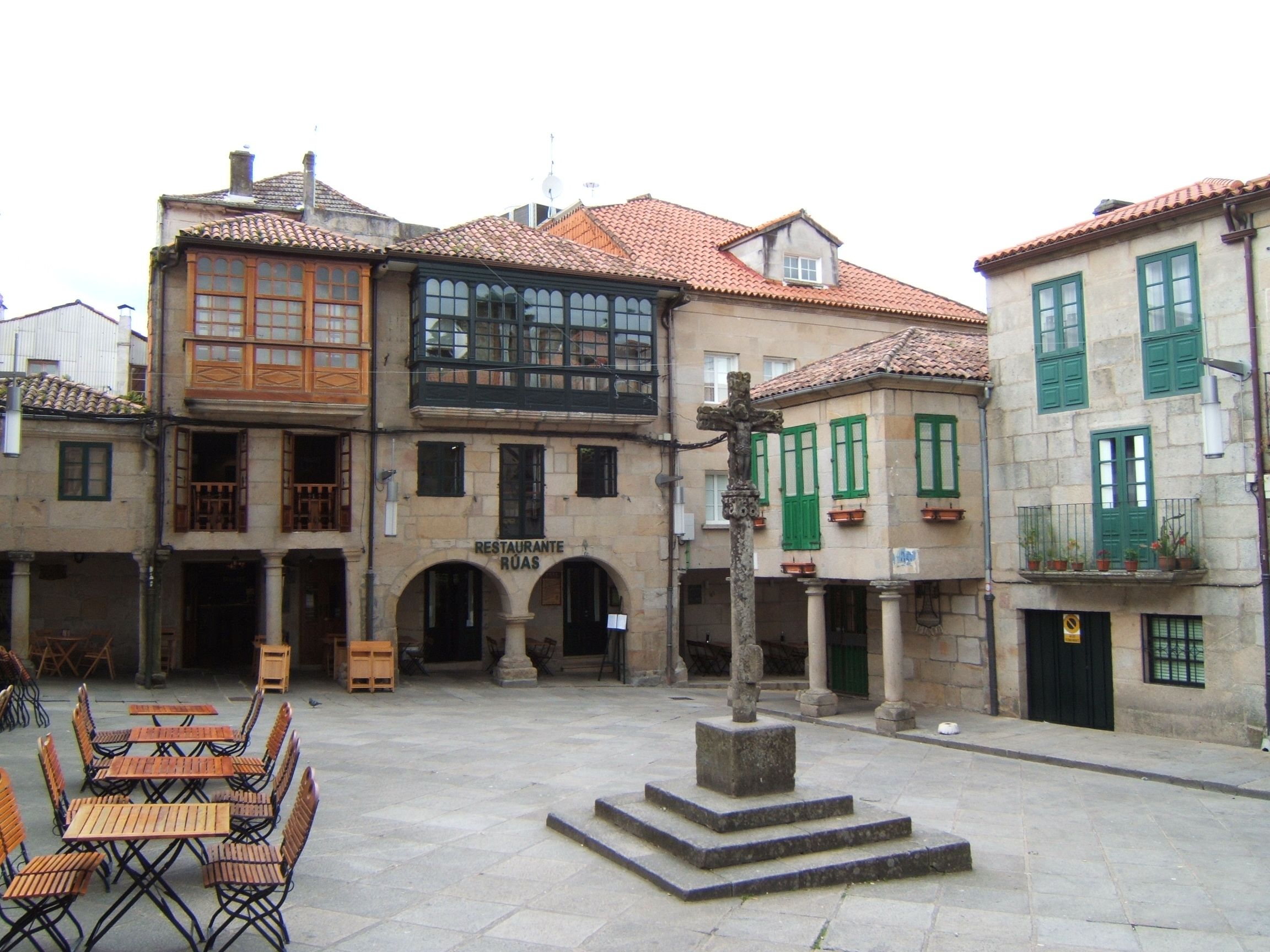
deel van het historische stadscentrum van Pontevedra

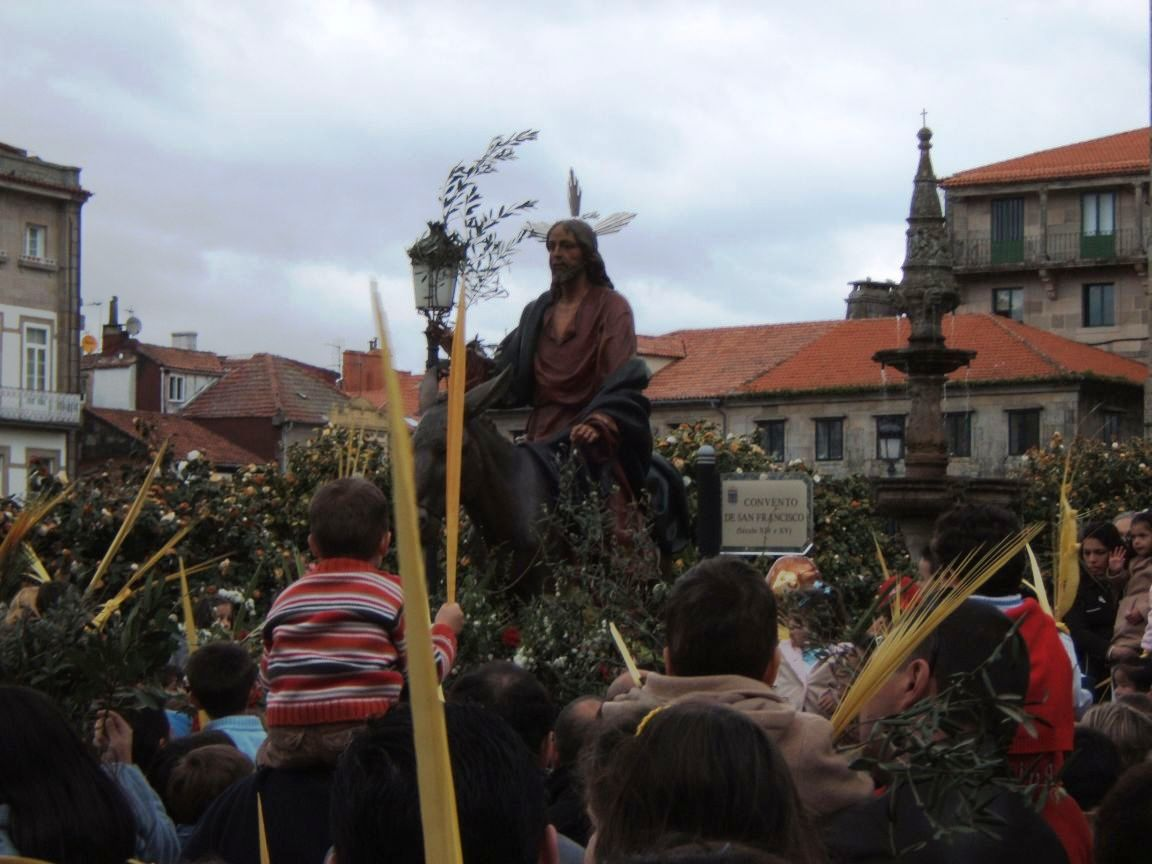
viering van Palmpasen in Pontevedra

De meeste arbeidsplaatsen bevindt zich in de dienstensector. Vanwege de geografische ligging is de stad belangrijk als centrum van lokale handel en als toeristenstad. Pontevedra is de hoofdstad van de provincie en een administratief centrum. Tegelijkertijd is er een relatief groot aantal militairen aanwezig in de zone, deels vanwege de militaire zeevaartschool in Marín, waar de officiers van de Spaanse vloot worden opgeleid. Verder is er de basis General Morilla, in Figueirido waar de landmachtbrigade Galicia VII is gestationeerd.

### Industrie en bosbouw
De stad is een centrum voor de bosbouw eromheen en de grootste papierfabriek van Spanje is er gevestigd. In Pontevedra zetelt de CIFA, een belangrijk onderzoeksinstituut van de Spaanse overheid op het gebied van bosbouw. De papierfabriek ENCE is de laatste jaren in het nieuws vanwege een mogelijke uitbreiding. Aan de ene kant is de fabriek een vervuiler van het milieu, maar aan de andere kant zorgt de papierindustrie voor werkgelegenheid.

### Toerisme
Pontevedra heeft een historisch stadscentrum, met gebouwen in gotische en romaanse bouwstijl. Het centrum kent een aantal pleinen waaronder de Plaza de la Verdura, Plaza de la Ferreira en de Plaza de la Leña. De gotische bouwstijl is terug te vinden in de basiliek van Santa María en in de resten van het klooster van Santo Domingo.
Er zijn verschillende musea in de stad, waaronder het Museo Provincial de Pontevedra en het museum van Keltische kunst, het Museo del Arte Celta. Dicht bij Pontevedra zijn verschillende kleinere dorpen en steden die vooral Spaanse toeristen trekken, zoals Sanxenxo, O Grove en het eiland Illa da Toxa.
De Portugese weg van de pelgrimsroute naar Santiago de Compostela loopt vanuit Portugal via Tui en Pontevedra tot aan Santiago de Compostela.

## Sport
Vanaf 2019 wordt in Pontevedra een veldrit verreden die meedoet voor de Spaanse Beker veldrijden. In 2022 won Ryan Kamp bij de mannen elite. In 2023 won Laura Verdonschot bij de vrouwen elite.
Op zaterdag 2 en zondag 3 november 2024 vond er het Europese kampioenschappen veldrijden 2024 plaats en werd er door zowel de vrouwen als mannen, gestreden om de Europese titels.

## Geboren
- La Belle Otero (1868-1965), Spaans actrice
- Delio Rodríguez (1916-1994), wielrenner
- Jorge Castillo (1933), schilder, graficus en beeldhouwer
- Alfonso Rueda Valenzuela (1968), politicus
- David García (1977), wielrenner
- Alejandro Muñiz Ruiz (1991), voetbalscheidsrechter

Albacete · Alicante · Almería · Ávila · Badajoz · Badalona · Barcelona · Bilbao · Burgos · Cáceres · Cádiz · Cartagena · Castelló de la Plana · Ceuta · Ciudad Real · Córdoba · A Coruña · Cuenca · Elche/Elx · Gijón · Girona · Granada · Guadalajara · L'Hospitalet de Llobregat · Huelva · Huesca · Jaén · Jerez de la Frontera · León · Lleida · Logroño · Lugo · Madrid · Málaga · Melilla · Mérida · Móstoles · Murcia · Oviedo · Ourense · Palencia · Palma · Las Palmas de Gran Canaria · Pamplona · Pontevedra · Sabadell · Salamanca · San Sebastián · Santa Cruz de Tenerife · Santander · Santiago de Compostella · Segovia · Sevilla · Soria · Tarragona · Terrassa · Teruel · Toledo · Valencia · Valladolid · Vigo · Vitoria-Gasteiz · Zamora · Zaragoza